# Joachim Eder

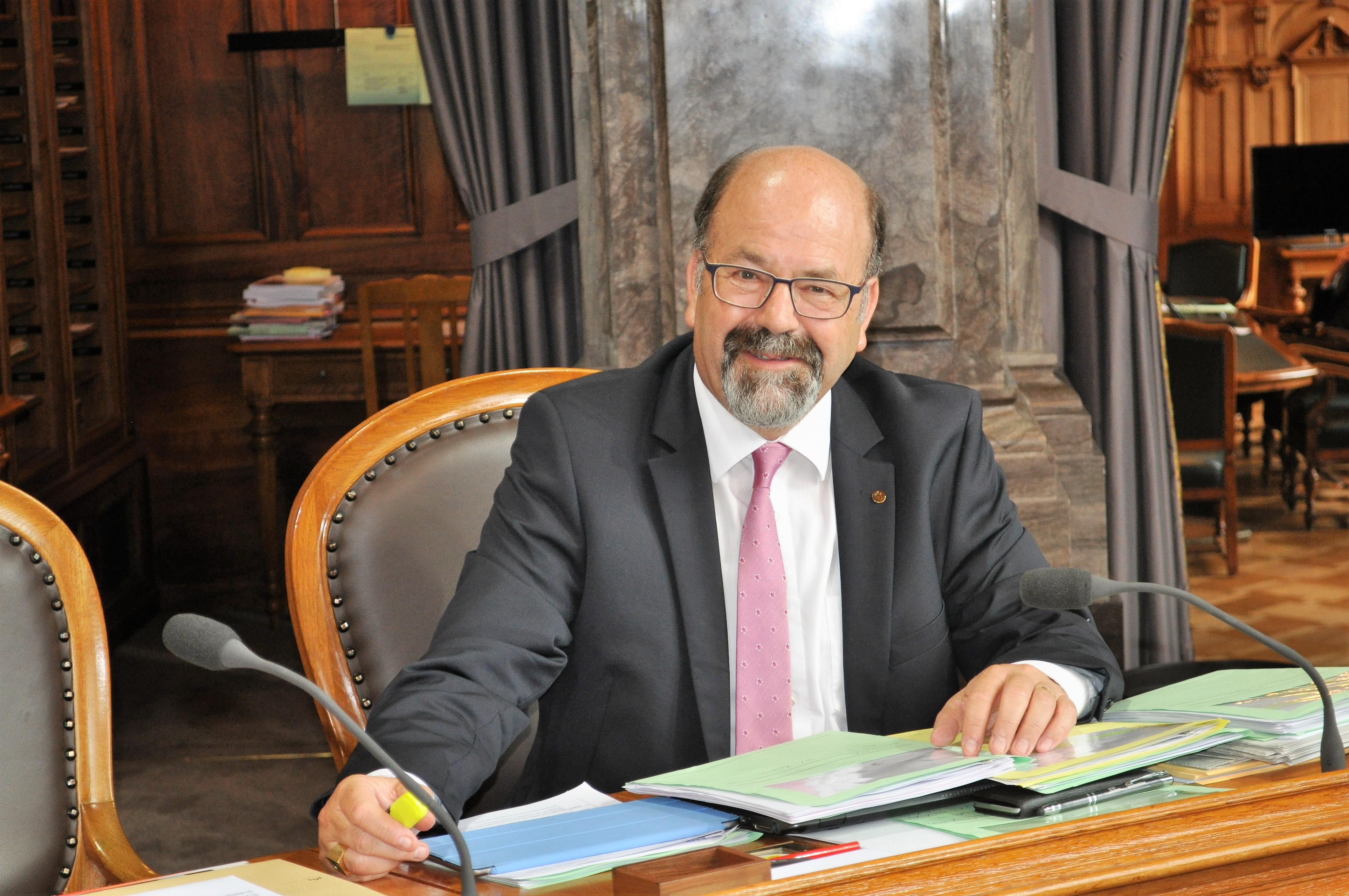
Joachim Eder (2010)

Joachim Eder (* 24. November 1951 in Münsterlingen; heimatberechtigt in Fischingen) ist ein Schweizer Politiker (FDP).

## Biografie
Eder ist Sekundarlehrer phil. I. In seiner Wohngemeinde Unterägeri unterrichtete er während 26 Jahren und war auch als Drogenberater tätig. Daneben engagierte er sich im Sport, u. a. als Trainer der Nationalliga-A-Handballerinnen des LK Zug und der Schweizer Frauen-Nationalmannschaft. Für Zuger und Innerschweizer Zeitungen verfasste er Berichte und Kolumnen. Eder ist mit der Baarerin Rita Bachmann verheiratet, Vater von vier erwachsenen Kindern und Grossvater von sieben Enkelkindern.

## Politik
Von 1983 bis 2001 war er Zuger Kantonsrat und in dieser Funktion Mitglied mehrerer Kommissionen sowie Chef der FDP-Fraktion. Ausserdem war er von 1987 bis 1995 Präsident der FDP Unterägeri.
Im Oktober 2001 übernahm Eder als neu gewählter Zuger Regierungsrat die Gesundheitsdirektion. 2002, 2006 und 2010 wurde er im Amt bestätigt, immer mit Spitzenresultaten. Im Amtsjahr 2007/08 stand er als Landammann dem Regierungsrat vor. Er präsidierte zudem die Zentralschweizer Gesundheitsdirektorenkonferenz sowie die Stiftung Gesundheitsförderung Schweiz.
Am 23. Oktober 2011 wurde Joachim Eder mit 22'571 Stimmen im ersten Wahlgang in den Ständerat gewählt. Obwohl die Zuger Verfassung damals noch ein Doppelmandat erlaubte, trat Eder auf den 31. Januar 2012 als Regierungsrat zurück. Er konzentrierte sich seither ganz auf die Bundespolitik. Eder nahm Einsitz in folgenden Kommissionen und Delegationen: Aussenpolitische Kommission (APK), Sicherheitspolitische Kommission (SIK), Geschäftsprüfungskommission (GPK, Präsident Subkommission EFD/WBF), Legislaturplanungskommission (LPK), Kommission für Wissenschaft, Bildung und Kultur (WBK), Kommission für soziale Sicherheit und Gesundheit (SKG, in den Jahren 2018 und 2019 als Präsident) und Delegation für die Beziehungen zum Deutschen Bundestag (Präsident 2015–2019).
Eder trat zu den nationalen Wahlen 2019 nicht mehr an und beendete somit sein Ständeratsmandat nach acht Jahren Ende November 2019. Insgesamt war er 37 Jahre in politischen Ämtern tätig.
Eders aktuelle, meist ehrenamtlichen Mandate: Kommission für Gesundheitsfragen von economiesuisse  (Präsident) – Stiftung Hürlimann-Wyss Zug (Präsident) – Stiftung junge Auslandschweizer (Vizepräsident Kantonalsektion Zug) – Stiftung Micado der Psychiatrischen Klinik Zugersee (Präsident) – Stiftung Sanitas (Stiftungsrat) – Hospiz Zentralschweiz (Beirat) – Hochschule Luzern Abteilung Informatik (Fachbeirat) – Bewegung Courage Civil (Beirat) – Allianz Pro Medienvielfalt (Co-Präsident) – Welttheater Einsiedeln 2024 (Team Kommunikation) – FRW Zug Interkultureller Dialog (Friede, Respekt Würde – Vereinspräsident)